# Торыустаган
Торыустаган или Торетоган (каз. Торыұстаған) — упразднённое село в Сузакском районе Туркестанской области Казахстана. Входило в состав Шуского сельского округа. Код КАТО — 515663400. Исключено из учётных данных в 2023 году

## Население
По данным 1999 года, в селе не было постоянного населения. По данным переписи 2009 года, в селе проживало 8 человек (7 мужчин и 1 женщина).